# Rufus W. Cobb
Rufus W. Cobb, född 25 februari 1829 i Ashville, Alabama, död 26 november 1913 i Birmingham, Alabama, var en amerikansk politiker (demokrat). Han var den 25:e guvernören i Alabama 1878–1882.
Cobb utexaminerades 1850 från University of Tennessee, studerade sedan juridik och inledde 1855 sin karriär som advokat i Alabama. I amerikanska inbördeskriget tjänstgjorde han som kapten i Amerikas konfedererade staters armé och återvände efter kriget till sin advokatpraktik.
Demokratiska partiet i Alabama nominerade Cobb i guvernörsvalet 1878 efter den femtonde omröstningen på konventet i Montgomery. Två svarta delegater från Montgomery County fick inte alls delta på grund av sin ras och efter en omröstning godkände de godtagna delegaterna ett uttalande som "gratulerade båda raserna för att den vita överhögheten hade på ett stadigt sätt etablerats." Efter valsegern i själva guvernörsvalet efterträdde Cobb George S. Houston som guvernör. Rufus W. Cobb efterträddes 1882 i guvernörsämbetet av Edward A. O'Neal.